# Ууденд
Ууденд (на английски: Woodend) е град в щата Виктория, Австралийски съюз.
Градчето е разположено зад планината Македон. Има 5413 жители.
Филмът „Призрачен ездач“ има сцени, снимани в църквата на Ууденд.

## Галерия
- Римокатолическата църква
- Търговската камара
- Пощенската станция
- Стария хотел „Виктория“